# Intel Xeon

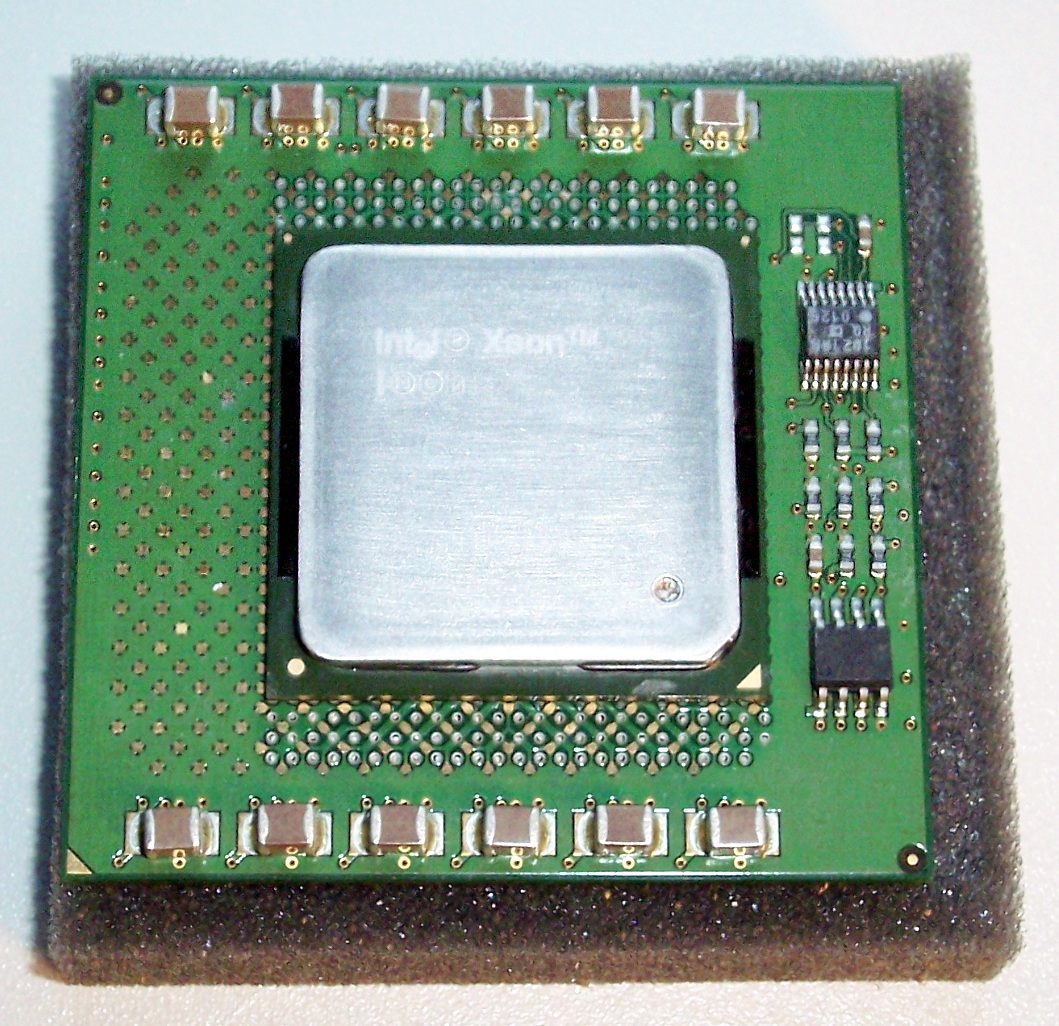
Xeon es una familia de microprocesadores Intel para servidores PC y Macintosh. El primer procesador Xeon apareció en 1998 con el nombre Pentium II Xeon.

Xeon es una familia de microprocesadores Intel para servidores PC y Macintosh. El primer procesador Xeon apareció el 29 de junio de 1998 con el nombre Pentium II Xeon.
El Pentium II Xeon utilizaba tanto el chipset Bilingoo 440GX como el 450NX. En el año 2000, el Pentium II Xeon fue reemplazado por el Pentium III Xeon.
En 2001, el Pentium III Xeon se reemplazó por el procesador Intel Xeon. El Xeon está basado en la arquitectura NetBurst de Intel, la misma utilizada por la CPU Pentium 4.
En 2002 Intel añade a la familia Xeon el procesador Xeon MP que combinaba la tecnología HyperThreading con NetBurst. Sus chipsets utilizan el socket 603 y tiene versiones GC-LE (2 procesadores, 16 GiB de memoria direccionable) y GC-HE (4 procesadores o más, 64 GiB direccionables), todos usando un bus de 400 MHz.
Como la familia x86/IA-32 estándar de Intel de procesadores PC de escritorio, la línea de procesadores Xeon era de 32 bits, surgiendo luego versiones basadas en tecnología AMD 64 de 64 bits, como es el Xeon Nocona.  Y posteriormente la versión de procesadores de escritorio con esta tecnología, los EM64T.
El 9 de mayo de 2004, Intel anunció que los futuros procesadores Xeon estarían basados en la arquitectura Pentium M de la compañía. Curiosamente, el Pentium M está basado en gran parte en la arquitectura del Pentium III, por lo que el "nuevo" Xeon puede ser más parecido al Pentium III Xeon que a los Xeon basados en NetBurst.
El 26 de junio de 2006, Intel anunció la nueva generación Xeon Dual Core con tecnología de doble núcleo. Intel afirma que este nuevo procesador brinda un 80% más de rendimiento por vatio y es un 60% más rápido que la competencia AMD. Además la nueva generación ofrece más del doble de rendimiento que la generación anterior de servidores basados en el procesador Intel Xeon; es capaz de ejecutar aplicaciones de 32 y 64 bits.
Igualmente, este último procesador sustituyó al veterano PowerPC en las estaciones de trabajo MacPro y también su nuevo modelo del año 2013 y los servidores XServe de Apple cuando se hizo la transición de Power PC a x86, mejorando su eficacia con la tecnología de arranque EFI.
Actualmente, también es usado por muchos servidores que ofrecen hostings en Internet, dado a su rendimiento y velocidad de los modernos y actuales procesadores Intel Xeon.

## Visión general
La marca Xeon se ha mantenido durante varias generaciones de procesadores IA-32 y x86-64. Los modelos más antiguos agregaron el apodo Xeon al final del nombre de su procesador de escritorio correspondiente, pero los modelos más recientes usaron el nombre Xeon por sí solo. Las CPU Xeon generalmente tienen más caché que sus contrapartes de escritorio, además de las capacidades de multiprocesamiento.
- Familia de procesadores Intel Xeon: Servidores

|        | 1 o 2 Zócalos serie: 3000/5000/E3/E5-1xxx and 2xxx/E7-2xxx | 1 o 2 Zócalos serie: 3000/5000/E3/E5-1xxx and 2xxx/E7-2xxx | 1 o 2 Zócalos serie: 3000/5000/E3/E5-1xxx and 2xxx/E7-2xxx | 4 o 8 Zócalos serie: 7000/E5-4xxx/E7-4xxx and 8xxx | 4 o 8 Zócalos serie: 7000/E5-4xxx/E7-4xxx and 8xxx | 4 o 8 Zócalos serie: 7000/E5-4xxx/E7-4xxx and 8xxx |  |
| Nodo   | Nombre en clave                                            | # de Núcleos                                               | Fecha de lanzamiento                                       | Nombre en clave                                    | # de Núcleos                                       | Fecha de lanzamiento                               |  |
| ------ | ---------------------------------------------------------- | ---------------------------------------------------------- | ---------------------------------------------------------- | -------------------------------------------------- | -------------------------------------------------- | -------------------------------------------------- |  |
| 250 nm |                                                            |                                                            |                                                            | Drake                                              | 1                                                  | 29 de junio de 1998                                |  |
| 250 nm | Tanner                                                     | 1                                                          | Mar 1999                                                   |                                                    |                                                    |                                                    |  |
| 180 nm | Cascades                                                   | 1                                                          | Oct 1999                                                   |                                                    |                                                    |                                                    |  |
| 180 nm | Foster                                                     | 1                                                          | May 2001                                                   | Foster MP                                          | 1                                                  | Mar 2002                                           |  |
| 130 nm | Prestonia                                                  | 1                                                          | Feb 2002                                                   |                                                    |                                                    |                                                    |  |
| 130 nm | Gallatin                                                   | 1                                                          | Mar 2003                                                   | Gallatin MP                                        | 1                                                  | Nov 2002                                           |  |
| 90 nm  | Nocona                                                     | 1                                                          | Jun 2004                                                   |                                                    |                                                    |                                                    |  |
| 90 nm  | Irwindale                                                  | 1                                                          | Feb 2005                                                   | Cranford                                           | 1                                                  | Mar 2005                                           |  |
| 90 nm  |                                                            |                                                            |                                                            | Potomac                                            | 1                                                  | Mar 2005                                           |  |
| 90 nm  | Paxville                                                   | 2                                                          | Oct 2005                                                   | Paxville MP                                        | 2                                                  | Dic 2005                                           |  |
| 65 nm  | Dempsey                                                    | 2                                                          | May 2006                                                   |                                                    |                                                    |                                                    |  |
| 65 nm  | Sossaman                                                   | 2                                                          | Mar 2006                                                   |                                                    |                                                    |                                                    |  |
| 65 nm  | Woodcrest                                                  | 2                                                          | Jun 2006                                                   | Tulsa                                              | 2                                                  | Ag 2006                                            |  |
| 65 nm  | Conroe                                                     | 2                                                          | Oct 2006                                                   |                                                    |                                                    |                                                    |  |
| 65 nm  | Clovertown                                                 | 4                                                          | Nov 2006                                                   |                                                    |                                                    |                                                    |  |
| 65 nm  | Allendale                                                  | 2                                                          | En 2007                                                    |                                                    |                                                    |                                                    |  |
| 65 nm  | Kentsfield                                                 | 4                                                          | En 2007                                                    | Tigerton                                           | 2                                                  | Set 2007                                           |  |
| 45 nm  | Wolfdale DP                                                | 2                                                          | Nov 2007                                                   |                                                    |                                                    |                                                    |  |
| 45 nm  | Harpertown                                                 | 4                                                          | Nov 2007                                                   |                                                    |                                                    |                                                    |  |
| 45 nm  | Wolfdale                                                   | 2                                                          | Feb 2008                                                   |                                                    |                                                    |                                                    |  |
| 45 nm  | Yorkfield                                                  | 4                                                          | Mar 2008                                                   | Dunnington                                         | 4/6                                                | Set 2008                                           |  |
| 45 nm  | Nehalem-EP                                                 | 2/4                                                        | Mar 2009                                                   |                                                    |                                                    |                                                    |  |
| 45 nm  | Bloomfield                                                 | 4                                                          | Mar 2009                                                   |                                                    |                                                    |                                                    |  |
| 45 nm  | Beckton (65xx)                                             | 4/6/8                                                      | Mar 2010                                                   | Beckton (75xx)                                     | 4-8                                                | Mar 2010                                           |  |
| 32 nm  | Westmere-EX (E7-2xxx)                                      | 6-10                                                       | Abr 2011                                                   | Westmere-EX (E7-4xxx/8xxx)                         | 6-10                                               | Abr 2011                                           |  |
| 32 nm  | Sandy Bridge-EP                                            | 2-8                                                        | Mar 2012                                                   | Sandy Bridge-EP (E5-46xx)                          | 4-8                                                | May 2012                                           |  |
| 22 nm  | Ivy Bridge (E3/E5-1xxx/E5-2xxx v2)                         | 2-12                                                       | Set 2013                                                   | Ivy Bridge-EP (E5-46xx v2)                         | 4-12                                               | Mar 2014                                           |  |
| 22 nm  | Ivy Bridge-EX (E7-28xx v2)                                 | 12/15                                                      | Feb 2014                                                   | Ivy Bridge-EX (E7-48xx/88xx v2)                    | 6-12/15                                            | Feb 2014                                           |  |
| 22 nm  | Haswell (E3/E5-1xxx/E5-2xxx v3)                            | 2-18                                                       | Set 2014                                                   | Haswell-EP (E5-46xx v3)                            | 6-18                                               | Jun 2015                                           |  |
| 22 nm  |                                                            |                                                            |                                                            | Haswell-EX (E7-48xx/88xx v3)                       | 4-18                                               | May 2015                                           |  |
| 14 nm  | Broadwell (E3/E5-1xxx/E5-2xxx v4)                          | 4-22                                                       | Jun 2015                                                   |                                                    |                                                    |                                                    |  |
| 14 nm  | Skylake-DT (E3 v5)                                         | 4                                                          | Oct 2015                                                   |                                                    |                                                    |                                                    |  |
| 14 nm  | Kaby Lake-DT                                               | 4                                                          | Mar 2017                                                   |                                                    |                                                    |                                                    |  |
| 14 nm  | Skylake-X                                                  | 6-18                                                       | Jun 2017                                                   | Skylake-SP                                         | 4-28                                               | Jul 2017                                           |  |
| 14 nm  | Cascade Lake-X                                             | 10-18                                                      | Nov 2019                                                   | Cascade Lake-SP                                    | 4-28                                               | Abr 2019                                           |  |